# North Terre Haute
North Terre Haute – jednostka osadnicza w Stanach Zjednoczonych, w stanie Indiana, w hrabstwie Vigo.